# Theora mesopotamica
Theora mesopotamica és una espècie de mol·lusc bivalve d'aigües marines i aigües salobres. Es troba al Golf Pèrsic i com a subfòssil a la conca dels rius Tigris i Eufrates de l'Iraq.

## Taxonomia
L'any 1918, aquesta espècie va ser descrita primer per Nelson Annandale, a partir d'espècimens recollits per W. H. Lane. Annandale va donar a aquesta espècie el nom de Corbula (Erodona) mesopotamica, creient que pertanyia al subgènere Erodona dins el gènere Corbula. L'epítet específic, mesopotamica es refereix al fet que l'espècie es va trobar a la regió de Mesopotàmia.
L'any 1957, F. E. Eames i G. D. Wilkins, que eren biòlegs que treballaven per a la British Petroleum, van descriure una nova espècie a la qual van donar el nom d'Abra cadabra. Eames més tard va explicar a S. Peter Dance que ell havia escollit aquest nom perquè l'espècie era un subfòssil i podia ser descrita com un "cadàver" i com un joc de paraules amb el conjur màgic familiar d'abracadabra. L'any 1995, Abra cadabra va ser desplaçada al nou gènere Theora per P. G. Oliver. L'any 2005, J.-C. Plaziat i W. R. Younis van descobrir que el nom era un sinònim més modern del nom Corbula mesopotamica d'Annadale i els dos autors van canviar el nom de l'espècie a la nova combinació, Theora mesopotamica.

## Descripció

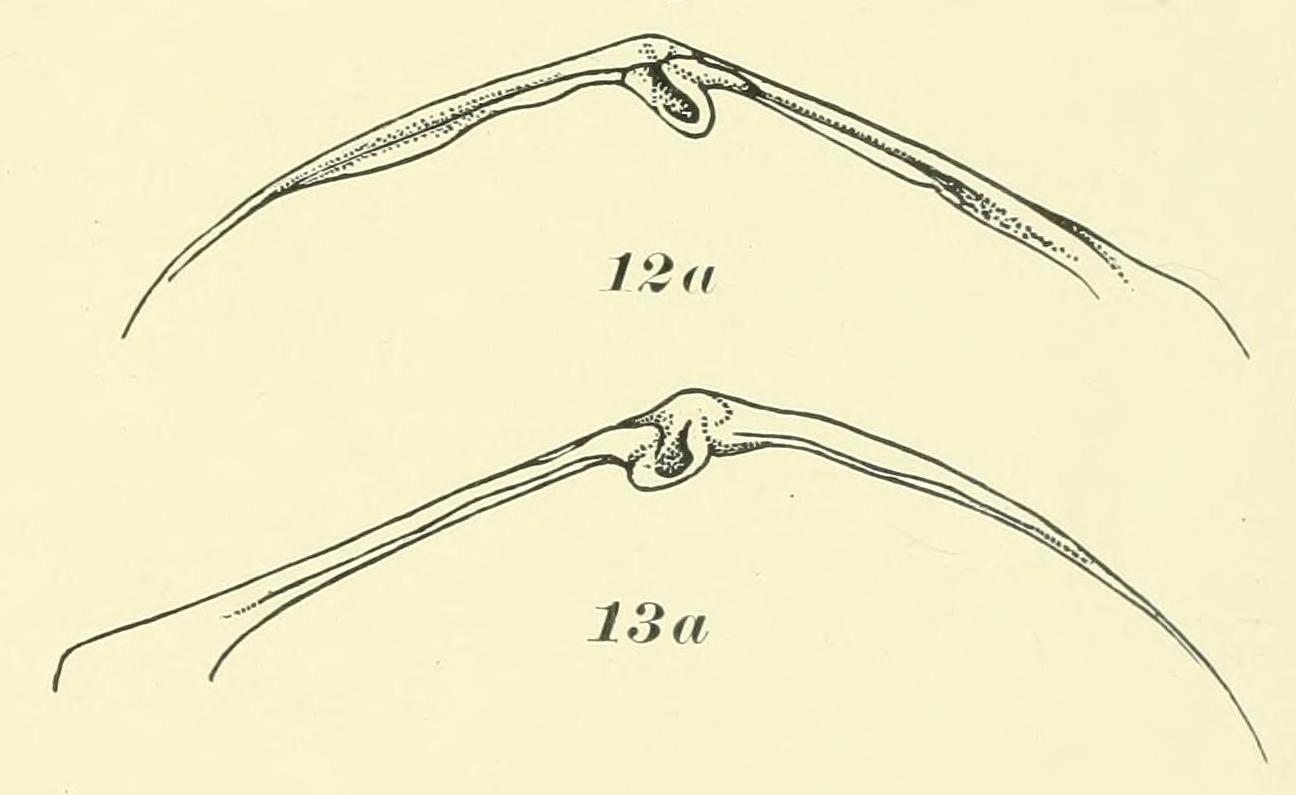
Theora mesopotamica, de.

La conquilla és petita i fina amb valves asimpetriques. La valva dreta fa 8,5 mm i la valva esquerra 8 mm.

## Obres citades
- Al-Yamani, Faiza Y.; Skryabin, Valeriy; Boltachova, Natalya; Revkov, Nikolai; Makarov, Mikhail; Grintsov, Vladimir; Kolesnikova, Elena [14 setembre 2014]. Illustrated Atlas on the Zoobenthos of Kuwait (PDF). 1st.  Kuwait: Kuwait Institute for Scientific Research, 2012. ISBN 99906-41-40-4.
- Annandale, N. «XX. Freshwater Shells from Mesopotamia». Records of the Indian Museum, Calcutta, 15, 1918, pàg. 159–170.
- Dance, S. Peter «A name is a name is a name: some thoughts and personal opinions about molluscan scientific names» (PDF). Zoologische Mededelingen. Naturalis Museum [Leiden], 83, 7, 09-05-2009, pàg. 565-576 [Consulta: 23 novembre 2009].
- Eames, F. E.; Wilkins, G. D. «Six new molluscan species from the alluvium of Lake Hammar near Basrah». Proceedings of the Malacological Society of London, 32, 5, 1957, pàg. 198–203.
- Huber, M. «Corbula pfefferi Preston, 1907». World Register of Marine Species, 2014. [Consulta: 14 setembre 2014].
- Nasir, N. A. «The Food and Feeding Relationships of the Fish Communities in the Inshore Waters of Khor Al-Zubair, North-West Arabian Gulf» (PDF). Cybium, 24, 1, 2000, pàg. 89–99.
- Oliver, P. G.; Oliver, P. G.. Seashells of Eastern Arabia.  Dubai: Motivate Publishing, 1995.
- Plaziat, Jean-Claude; Younis, Woujdan R. «The modern environments of Molluscs in southern Mesopotamia, Iraq: A guide to paleogeographical reconstructions of Quaternary fluvial, palustrine and marine deposits». Carnets de Géologie, 1, 2005, pàg. 1–18.